# Suberanthus neriifolius
Suberanthus neriifolius là một loài thực vật có hoa trong họ Thiến thảo. Loài này được (A.Rich.) Borhidi & M.Fernández Zeq. miêu tả khoa học đầu tiên năm 1981.